# Thomas Allier
Thomas Allier (Fontenay-aux-Roses, 24 de marzo de 1975) es un deportista francés que compitió en ciclismo en la modalidad de BMX. Ganó tres medallas en el Campeonato Mundial de Ciclismo BMX entre los años 1998 y 2000, y cinco medallas en el Campeonato Europeo de Ciclismo BMX entre los años 1997 y 2007.

## Palmarés internacional
| Campeonato Mundial | Campeonato Mundial        | Campeonato Mundial | Campeonato Mundial |
| Año                | Lugar                     | Medalla            | Competición        |
| ------------------ | ------------------------- | ------------------ | ------------------ |
| 1998               | Melbourne (Australia)     | Medalla de oro     | Carrera            |
| 1999               | Vallet (Francia)          | Medalla de plata   | Cruiser            |
| 2000               | Córdoba (Argentina)       | Medalla de oro     | Carrera            |
| Campeonato Europeo |                           |                    |                    |
| Año                | Lugar                     | Medalla            | Competición        |
| 1997               | Doetinchem (Países Bajos) | Medalla de plata   | Carrera            |
| 1998               | Schwedt (Alemania)        | Medalla de oro     | Carrera            |
| 2004               | Klatovy (República Checa) | Medalla de oro     | Carrera            |
| 2005               | Echichens (Suiza)         | Medalla de oro     | Carrera            |
| 2007               | Romans (Francia)          | Medalla de oro     | Carrera            |